# خوسيه بيدرازا (ملاكم)
خوسيه بيدرازا مواليد 8 مايو 1989 في بورتوريكو، هو ملاكم محترف بورتوريكي. شارك في دورة الألعاب الأولمبية الصيفية سنة 2008. حقق الميدالية البرونزية في دورة الألعاب الأمريكية 2007.

## المسيرة الاحترافية
من نزالاته:
- انتصر على ستيفن سميث (16-04-2016).

## إحصائيات
خاض خلال مسيرته 33 نزالا، فاز في 29 ولم يخسر. فاز بالضربة القاضية في 14 نزالا.

## الميداليات
| الميدالية | المسابقة                    |
| --------- | --------------------------- |
| برونزية   | دورة الألعاب الأمريكية 2007 |

## روابط خارجية
- خوسيه بيدرازا على موقع بوكس ريك (الإنجليزية) (registration required)
- خوسيه بيدرازا على موقع اللجنة الأولمبية الدولية (الإنجليزية)
- خوسيه بيدرازا على موقع أوليمبيديا (الإنجليزية)